# Life: the Social Game
Life: the Social Game (o semplicemente LifeSocialGame o Life) è un social-network game progettato da un gruppo di sviluppo indipendente chiamato MaD Projects, nel 2011. Il gioco si svolge all'interno di una matrice bidimensionale e il suo principio è simile al Gioco della vita di John Conway.
Tuttavia, non si tratta di un algoritmo come quello di Conway, ma di giocatori umani che controllano in tempo reale gli elementi grafici di una matrice globale, basata su un'unità a persona. Tutte le azioni dei giocatori sono visibili in ogni momento da ciascuno di loro. Non esiste il concetto di vittoria o sconfitta, l'obiettivo del gioco è semplicemente quello di rimanere in vita il più possibile per ottenere visibilità e connettersi con quanti più altri giocatori possibile, disegnare collettivamente forme riconoscibili e osservare come le persone le creano insieme.
Si tratta di un gioco multiplayer basato su una piattaforma social che fornisce agli utenti un'identità ed è in grado di fornire la base per semplici forme di comunicazione.

## Regole del gioco
Ogni giocatore occupa una piccola cella di un mosaico globale formato dall'insieme di tutte le celle occupate dagli altri partecipanti (diverse migliaia di giocatori possono giocare contemporaneamente, su griglie diverse). Ogni giocatore può quindi cambiare posizione, cercando un "quartiere" ideale di 2 o 3 celle vicine occupate da altrettanti giocatori. Da questo ciclo si creano legami di contatto tra i giocatori, che possono conoscersi, fare amicizia e scambiarsi messaggi. Una maggiore interazione sociale porta a una maggiore visibilità in cima a una classifica in continua evoluzione.
Se alla fine di un periodo di 3 giorni il giocatore non fa parte di un vicinato stabile di altre 2 o 3 unità, verrà eliminato e dovrà ricominciare da capo, mantenendo però i suoi legami di amicizia.
Quando un giocatore abbandona il gioco, la sua casella scompare e la sua posizione rimane vuota finché un altro giocatore non la occupa.

## Versioni
Life: the Social Game gira su una piattaforma web centralizzata sviluppata in Ruby on Rails e JavaScript (2011) e una versione mobile (2024). Quest'ultima versione è disponibile sul Web, tramite Progressive Web App su cellulare Android, iPhone/iPad, sul sito di riferimento.